# A Viagem Autonómica
A Viagem Autonómica (Autonomy, em inglês) (2013)  é um documentário ficcional português em longa-metragem, realizado por Filipe Tavares. O filme constrói um retrato do que foi, e do que é viver nos Açores. Um roteiro à procura da história, da identidade coletiva e da definição de açorianidade.
O filme teve estreia mundial a 2 de março de 2013, no Teatro Micaelense, em Ponta Delgada, Ilha de São Miguel (Arquipélago dos Açores).
No dia 16 de dezembro de 2013 foi publicado o "pack" A Viagem Autonómica, composto pelo filme em formato DVD, legendado em 6 línguas; extras sobre o Palácio de Sant'Ana, o Palácio dos Capitães Generais, e o Parlamento Açoriano; e um livro de 160 páginas em versões Português e Inglês, contendo os momentos fundamentais da história da autonomia dos Açores, biografias dos autonomistas e entrevistas a 5 figuras associadas ao projeto autonómico contemporâneo: João Bosco Mota Amaral, Carlos César, Vasco Cordeiro, Eduardo Paz Ferreira e Ana Luísa Luís.
No verão de 2014, o projeto “Cinema ao Ar livre - Açores 2014”, organizado pela Ventoencanado produções, promoveu a divulgação de forma gratuita do filme A Viagem Autonómica, concretizando desta forma o seu principal desígnio: lembrar e ensinar o que é a Autonomia dos Açores a todos os açorianos (e não só). Este projeto percorreu 50 locais das 9 ilhas dos Açores.

## Ficha técnica
- Produção: Filipe Tavares (Ventoencanado Produções)
- Realização: Filipe Tavares
- Argumento: Nuno Costa Santos, Filipe Tavares
- Fotografia: Pedro Emauz
- Som: Ricardo Leal
- Edição: Renata Sancho, Filipe Tavares
- Pesquisa: Bárbara Almeida
- Revisão científica: Carlos Enes, Bárbara Almeida
- Duração: 90’
- Música: Adrian Sherwood, Little Axe, Asian Dub Foundation, António Zambujo, Cais do Sodré Funk Connection, Filipe Tavares, João Frade, Munir Hossn, Lisa Tavares, Luís Gil Bettencourt, Pedro Marques, The Legendary Tigerman, José Medeiros.

## Sinopse
Gonçalo Cabral, um jovem açoriano a estudar teatro em Lisboa, escolhe como tema para a sua peça de final de ano a Autonomia dos Açores. Tem várias dúvidas e questões e leva-as consigo na bagagem quando resolve fazer uma viagem de investigação pelo arquipélago. De mochila às costas e acompanhado pela sua velha Vespa, vai à procura das origens da Autonomia, visitando lugares, consultando arquivos e falando com protagonistas e especialistas no assunto. A Viagem Autonómica é uma aventura romântica e um roteiro geográfico e sentimental de um jovem à procura da História da sua terra, da identidade açoriana e também de si próprio.

## Elenco
- Frederico Amaral (Gonçalo Cabral)
- Carlos Eduardo Ferreira (Aristides Moreira da Mota)
- David Medeiros (Bruno)[7]

## Personalidades intervenientes
Ao longo do filme A Viagem Autonómica, são apresentados depoimentos de personalidades de relevância, quer pelo protagonismo que tiveram no âmbito do processo autonómico açoriano, quer pela referência que são em áreas tão diversas como a política, a história, a cultura, a ciência e a sociedade açorianas.
- Álvaro Monjardino - Advogado, político, primeiro presidente da Assembleia Legislativa Regional dos Açores entre 1976 a 1978 e entre 1979 e 1984.
- Alzira Silva - Professora, jornalista. Exerceu diversos cargos públicos.
- Amaro Matos - Construtor naval.
- António M. B. Machado Pires - Professor universitário, ensaísta, investigador.
- Avelino Menezes - Professor universitário, historiador.
- Bruno da Ponte - Editor, jornalista, professor, tradutor.
- Carlos César - Político, presidente do Governo Regional dos Açores entre 1996 e 2012.
- Carlos Cordeiro - Professor universitário, investigador.
- Carlos Enes - Historiador, investigador.
- Carlos Melo Bento - Advogado, político, historiador.
- Francisco Coelho - Político, Presidente da Assembleia Legislativa Regional dos Açores entre 2008 e 2012.
- Frederico van Zeller do Canto Brum - Familiar de Aristides Moreira da Mota.
- Gilberta Rocha - Professora universitária, investigadora.
- Gustavo Moura - Jornalista.
- Isabel Soares de Albergaria - Professora universitária, investigadora.
- Joana van Zeller - Familiar de Aristides Moreira da Mota.
- João Bosco Mota Amaral - Político, presidente do Governo Regional dos Açores entre 1976 e 1995.
- João Coelho - Antigo funcionário da RDP (então Emissora Nacional), Emissor Regional dos Açores.
- José Decq Mota - Político. Exerceu diversos cargos públicos.
- José Guilherme Reis Leite - Professor, historiador, político, Presidente da Assembleia Legislativa Regional dos Açores entre 1984 e 1992.
- José Medeiros - Músico, compositor, ator e realizador.
- José Medeiros Ferreira - Professor universitário, político. Exerceu diversos cargos públicos.
- Luís Filipe Pimentel - Habitante da Ilha do Corvo.
- Maria Isabel João - Professora universitária, historiadora.
- Miguel Machete - Investigador.
- Onésimo Teotónio de Almeida - Professor universitário, autor.
- Paulo Martinho - Jornalista, produtor, autor, ator, fundador da RTP - Açores.
- Pedro Moura - Jornalista, político.
- Ricardo Madruga da Costa - Professor universitário, historiador.
- Ricardo Serrão Santos - Investigador.
- Roberto Amaral - Economista, gestor.
- Rogério Sousa - Dinamizador cultural.
- Susana Goulart da Costa - Professora universitária, investigadora.
- Urbano Bettencourt - Professor universitário, autor.
- Vamberto Freitas - Professor universitário, autor.
- Vasco Cordeiro - Advogado, político, Presidente do Governo Regional dos Açores desde 2012.
- Victor Rui Dores - Professor, escritor, ator, encenador.